# Benny Nielsen (fodboldspiller)
 Der er flere personer med dette navn, se Benny Nielsen.
Jørgen "Benny" Nielsen (født 17. marts 1951 i Frederiksværk) er en tidligere dansk fodboldspiller, som var den første dansker, der spillede med i en finale i Pokalvindernes Europa Cup, samt den europæiske Super Cup.
Benny Nielsen fik allerede i sin første sæson som senior i 1970 landsholdsdebut blot 19 år gammel i en EM-kvalifikationskamp mod Skotland. Han var samme år tæt på at vinde DM-guld med AB, men AB blev på sidste spilledag slået af B 1903 på bedre målscore. Han sluttede dog som ABs topscorer den sæson med ti mål.
I 1971 kom Benny Nielsen til den belgiske klub Cercle Brugge, hvor det blev til tre år. Her spillede han i to af sæsonerne bl.a. sammen med Morten Olsen, før Benny Nielsen i 1974 skiftede til en anden belgisk klub, RWDM i hovedstaden Bruxelles. Kresten Bjerre spillede for RWDM 1970-1977, bl.a. som anfører, den første udlænding som sådan i belgisk fodbold. Her blev Benny Nielsen belgiske mester allerede i sin første sæson, og i 1977 nåede Racing White og Benny Nielsen semifinalerne i UEFA Cup. Samme år blev han købt af den belgiske storklub Anderlecht, også fra Bruxelles.
Benny Nielsen vandt i 1978 Pokalvindernes Europa Cup med Anderlecht efter en sejr på 4-0 i finalen mod Austria Wien. Han blev dermed den første dansker, der spillede med i en finale i Pokalvindernes Europa Cup. Samme år blev Benny Nielsen den første dansker, som vandt den europæiske Super Cup, da Anderlecht over to kampe besejrede Liverpool FC 4-3. I 1981 blev han med Anderlecht belgisk mester for anden gang.
I 1981 skiftede Benny Nielsen klub til de franske mestre AS Saint-Etienne og var tæt på at vinde det franske mesterskab, men Saint-Etienne måtte nøjes med andenpladsen i den franske liga. En skade satte en stopper for den videre karriere for Benny Nielsen, der vendte tilbage til Danmark.
Benny Nielsen har siden arbejdet som træner, spilleragent og talentspejder. Siden 2015 har han været sportschef i Avarta.

## Titler
- Danmarksmesterskabet i fodbold
  - Sølv: 1970

- Belgiske mesterskab
  - Vinder: 1974-75, 1980-81
  - Vice-mester: 1977-78, 1978-79

- Franske mesterskab
  - Vicemester: 1982

- Pokalvindernes Europa Cup
  - Vinder: 1977-78

- UEFA Super Cup
  - Vinder: 1978